# Ponte di San Giacomo (Lubiana)
Il ponte di San Giacomo (in sloveno: Šentjakobski most) è un ponte in cemento armato situato a Lubiana, la capitale della Slovenia. Il ponte attraversa il fiume Ljubljanica e collega strada Zois (Zoisova) con strada Karlo (Karlovška), è la strada più trafficata della città .

## Storia
Il ponte, inizialmente costruito in legno nel 1824 era noto come ponte Nuovo. Successivamente nel 1915 fu ricostruito in cemento armato ad opera dell'ingegnere Alois Král e dall'architetto Alfred Keller. Lo storico dell'arte Damjan Prelovšek lo definì "un'espressione monumentale neo-biedermeier della tarda Secessione viennese" .

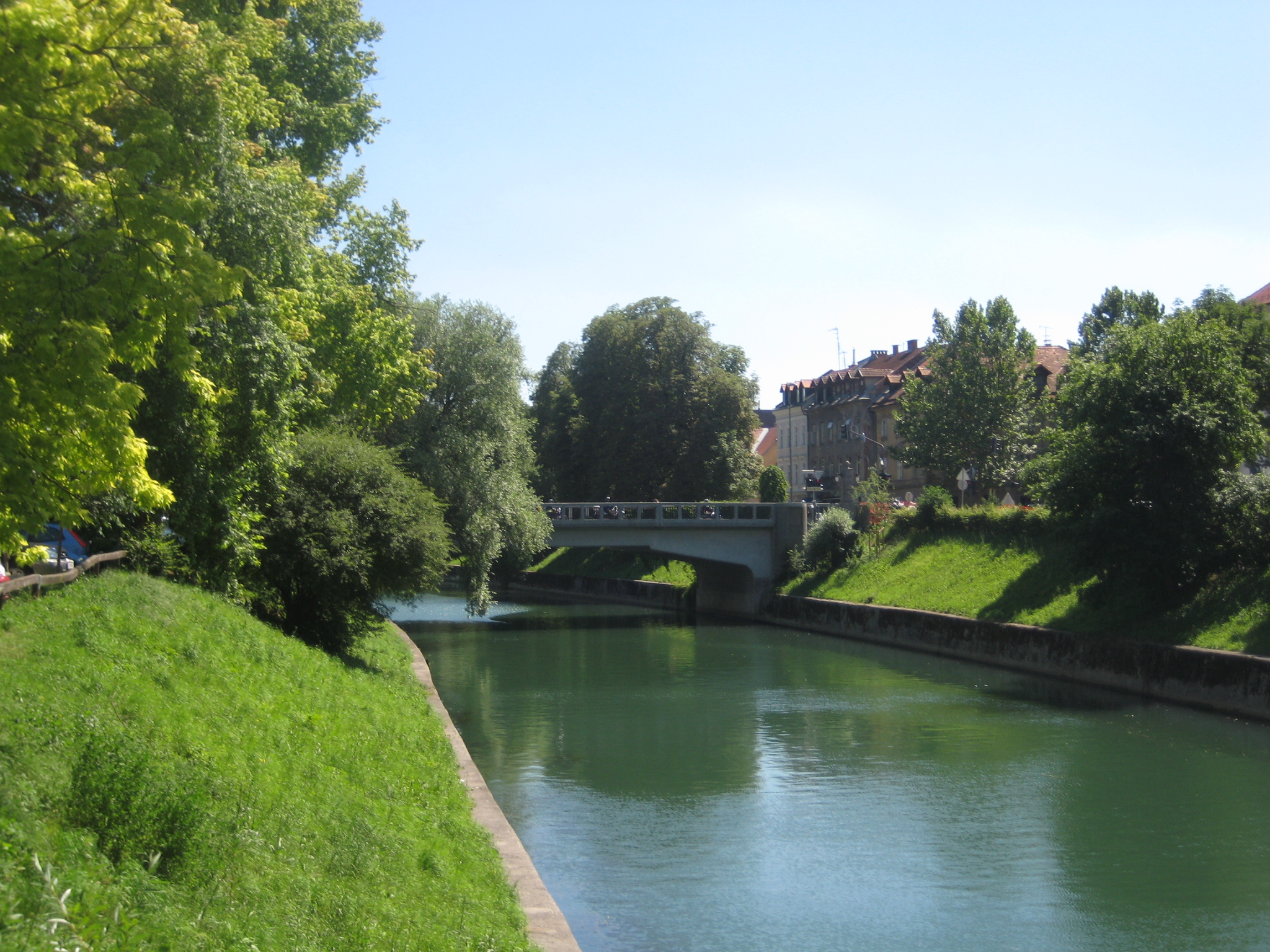
Il ponte nel 2009
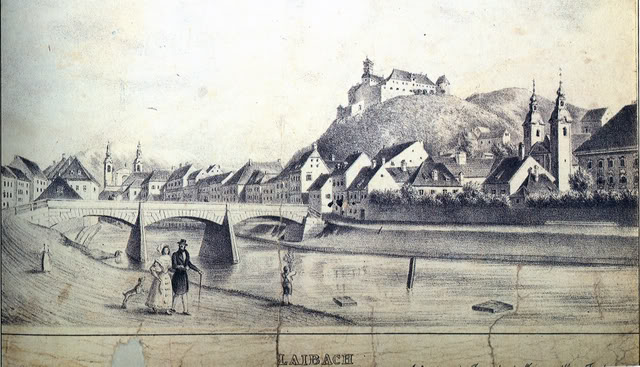
Il ponte nel 1836